# Ángel Palomino Jiménez
Ángel Palomino Jiménez (Toledo, 2 d'agost de 1919 - Madrid, 20 de febrer de 2004) va ser un escriptor i periodista espanyol.

## Biografia
Va néixer a Toledo, Espanya, el 2 d'agost de 1919. En 1935 va iniciar la carrera de Ciències Químiques en la Universitat Central de Madrid. Va ingressar en l'Acadèmia d'Infanteria de Toledo on va obtenir el grau d'oficial i després va ser professor d'Història i Geografia. En la dècada dels quaranta va començar a publicar els seus primers contes i relats breus en la revista «Blanco y Negro», el periòdic «ABC» i «La Codorniz», revista d'humor en la qual va col·laborar durant 30 anys i en la qual signava a vegades amb el pseudònim "Ulises". També ho va fer en la agència EFE i els diaris «Arriba», «Ya» i «El Alcázar» (des de 1977), mitjà en el qual utilitzava el pseudònim «G. Campanal». Des de 1946 va ser cap del diari de Larraix; en 1950 va assumir com a sotsdirector de la revista «Fiesta» de Tetuan. En 1980 va ingressar com a membre numerari (medalla XXIV) en la Real Academia de Bellas Artes y Ciencias Históricas de Toledo. Va morir el 20 de febrer de 2004 a Madrid, als 84 anys.

## Obres
- La luna se llama Pérez (poesia humorística).
- Caudillo (biografia).
- Mis cartas a su Majestad y a otros personajes importantes (epístola).
- Insultos, cortes e impertinencias. Cómo hacerlo (humor)
- Defensa del Alcázar. Una epopeya de nuestro tiempo (assaig).
- 1934. La guerra civil empezó en Asturias (assaig).
- Bosnios para un nuevo Guernica.
- Carta abierta a una sueca.
- De carne y sexo.
- El pecado de Paquita.
- La comunidad de propietarios.
- Las otras violaciones.
- Este muerto no soy yo.
- Pseudo García Márquez, pseudo Cela y otros pseudos más.[4]

Contes
- Suspense en el cañaveral.
- Un jaguar y una rubia.
- Tú y tu primo Paco.
- Plan Marshall para cincuenta minutos.

Novel·les
- Los que se quedaron.
- Adiós a los vaqueros (1983).[5]
- El César de papel.
- Zamora y Gomorra.
- Torremolinos Gran Hotel,
- Memorias de un intelectual antifranquista (1972).
- Madrid Costa Fleming.
- Todo incluido (1975).
- Divorcio para una virgen rota.
- Adiós a los vaqueros.
- Han volado el toro del coñac (2000).
- Quiero un hijo de Julio.

Com a coautor
- Francisco Franco (assaig) amb Paul Preston.[6]
- Lío en Kío amb Arturo Robsy.
- España diez años después de Franco.
- Retrato de Antonio Mingote

## Premis
- 1968 - Premi Club Internacional de Prensa per Zamora y Gomorra.[2][7]
- 1970 - Premi Leopoldo Alas de narracions breus pwr Suspense en el cañaveral.[3]
- 1971 - Premi La Felguera pwr Detrás de un aligustre. . . o de un evónimo.[8][3]
- 1971 - Finalista del premi Alfaguara i Premi Nacional de Literatura Miguel de Cervantes per Torremolinos Gran Hotel.[2][7]
- 1972 - Premi Hucha de Oro pel conte Informe a la superioridad.[3]
- 1977 - Finalista del premi Planeta por Divorcio para una virgen rota.[2][7]
- 1980 - Premi Círculo Mercantil de Almería per Los que se quedaron.[9]
- 1992 - Premi Internacional Tabacalera por Yo no violé a Ketty Strip.[9]
- Premi Exèrcit de Literatura i Periodisme er Mientras velas las armas.[9]

A Torremolinos, Màlaga, hi ha un carrer amb el seu nom.